# Ancistrobasis depressa
Ancistrobasis depressa är en snäckart som först beskrevs av Dall 1889.  Ancistrobasis depressa ingår i släktet Ancistrobasis och familjen Seguenziidae. Inga underarter finns listade i Catalogue of Life.